# سدهٔ باشکوه
حریم سلطان (به ترکی استانبولی: Muhteşem Yüzyıl؛ به‌معنای "سدهٔ باشکوه") مجموعۀ تلویزیونی تخیلی تاریخی ترکیه‌ای است. این اثر که توسط مرال اوکای و ییلماز شاهین نوشته شده‌است، بر اساس زندگی سلیمان یکم، دهمین سلطان امپراتوری عثمانی که طولانی‌ترین سلطنت تاریخ عثمانی را داشته است و همینطور همسرش خرم سلطان، اولین خاصگی سلطان عثمانی. همچنین این مجموعه به دوران معروف سلطنت زنان در امپراتوری عثمانی می‌پردازد. فصل اول این مجموعۀ تلویزیونی از شبکهٔ شو تی‌وی پخش شد اما از فصل دوم به‌ بعد از شبکهٔ استار تی‌وی به‌روی آنتن رفت. این مجموعۀ تلویزیونی جزو پرمخاطب ترین سریال های ترکی در ایران بود.

## خلاصۀ داستان
این مجموعۀ تلویزیونی دوران سلطنت سلیمان یکم، معروف‌ترین فرمانروای امپراتوری عثمانی در تاریخ روایت می‌کند. همان‌طور که قدرت و نفوذ او گسترش می‌یابد و رشد می‌کند، بر او و اعضای خاندان شاهنشاهی: دوست و مشاورش ابراهیم پاشای پارگایی، مادرش، حفصه سلطان، اولین والده سلطان، خواهرش، خدیجه سلطان، سلطان ماه‌دوران، مادر پسر ارشد سلیمان و خرم سلطان، خاصگی سلطان سلیمان تأثیر می‌گذارد.

## داستان
نام اصلی مجموعۀ تلویزیونی (سدهٔ باشکوه) به دوران سلطنت سلطان سلیمان قانونی اشاره دارد و این مجموعهٔ تلویزیونی، توطئه‌ها و دسیسه‌هایی را که در حرمسرا و دربار او روی می‌داد به تصویر می‌کشد. جزئیات اکثر حوادث و اتفاقاتی که در مجموعۀ تلویزیونی روی می‌دهد، واقعیت ندارد اما کلیت حوادث واقعیت تاریخی دارد. سلطان سلیمان در ۲۶سالگی بر تخت سلطنت نشست. او در پی آن بود که امپراتوری عثمانی را قدرتمندتر و گسترده‌تر از امپراتوری اسکندر کبیر سازد و به آن وجهه‌ای شکست‌ناپذیر بخشد. در تمام مدت ۴۶ سال سلطنتش، سلیمان به‌عنوان مقتدرترین سلحشور و فرمانروای شرق و غرب شناخته می‌شد. در سال ۱۵۲۰، سلیمان در حال شکار بود که از مرگ پدر خبردار شد و بدین‌ترتیب امپراتوری عثمانی صاحب سلطانی جدید گشت.
سلیمان همسرش، ماه‌دوران سلطان و پسرش، شاهزاده مصطفی را در کاخ مانیسا ترک گفت و به‌همراه یار و همدم نزدیکش، ابراهیم پارگایی، رهسپار کاخ توپقاپی شد. سلیمان بدون آنکه خود بداند در مسیری قدم گذاشته‌بود که در نهایت، اوج شکوه و عظمت امپراتوری عثمانی را در پی داشت. درحالی‌که آن دو در راه کاخ توپقاپی بودند، یک کشتی متعلق به دولت عثمانی از کریمه در قسطنطنیه پهلو گرفته‌بود و بردگان مسیحیِ به‌اسارت‌گرفته‌شده را به کاخ عثمانی تحویل می‌داد. یکی از بردگان که الکساندرا لاروسا (روکسِلانا) نام داشت، دختر یک کشیشِ ارتودوکس اهل اوکراین بود که قتل پدر، مادر و نامزدش را به‌هنگام یورش تاتارها به چشم خود دیده‌بود. این دختر جوان که به اسارت درآمده‌بود و به کاخ عثمانی فروخته شده‌بود، بعدها نام خرم را اختیار می‌کند و آنچنان سلیمان را شیفتهٔ خود می‌سازد که سلطان حاضر می‌شود با زیر پا گذاشتن رسوم و عادات پیشین، او را به ازدواج نکاحیِ خویش درآورد (پس از آنکه تیمور، بایزید یکم را در جنگ آنقره شکست داد و زنانش را به اسارت گرفت، سلاطین عثمانی از ازدواج نکاحی خودداری می‌کردند). خرم برای سلطان پسرانی به دنیا می‌آورَد و از طریق خون‌ریزی و دسیسه‌چینی‌های علیه والده سلطان، ماه‌دوران سلطان و همینطور ابراهیم پاشا توانست در کنار سلیمان بر امپراتوری عثمانی حکمرانی می‌کند. عشق شدید سلیمان به خرم باعث می‌شود که راه‌ها برای اِعمال نفوذ خرم بر دربار باز باشد.
مجموعۀ تلویزیونی حریم سلطان به روابط حاکم بین اعضای خاندان سلطنتی، به‌ویژه گرفتاری‌ها و رقابت‌های رمانتیک آن‌ها می‌پردازد. عداوت بین خرم سلطان و ماه‌دوران سلطان، ترقی خرم از جایگاه یک کنیز به جایگاه سوگلی سلطان، فروافتادن خرم از چشم سلطان پس از به دنیا آوردن مهرماه سلطان، و اوج گرفتن دوبارهٔ او، مضمون اصلی این مجموعۀ تلویزیونی را  در فصل اول تشکیل می‌دهد. علاقهٔ وزیر اعظم (ابراهیم پاشا) به یکی از زنان دربار (خدیجه سلطان که خواهر سلطان سلیمان بود) و علاقهٔ نگار کالفا به ابراهیم پاشا و رابطهٔ پنهانی آن‌ها و انتقام‌جویی خرم سلطان از ابراهیم پاشا، تنش بین اروپای مسیحی و امپراتوری سنی مذهب عثمانی و فتوحات سلیمان از جمله مضامین دیگر و داستان‌های فرعی مجموعۀ تلویزیونی به‌شمار می‌آیند.

### فصل اول
داستان با برخورد اتفاقی سلطان سلیمان با ابراهیم پارگایی آغاز می‌شود. در همین حال، الکساندرا لاروسا (روکسِلانا) (بعداً خرم سلطان) در زادگاهش اسیر یورش تاتارهای کریمه می‌شود. پدر، مادر و خواهرش در نتیجهٔ این یورش کشته می‌شوند اما نامزدش، لئو زنده می‌ماند و می‌گریزد (اگرچه الکساندرا گمان می‌کند که لئو مرده‌ است). در کشتی‌ای که او را به کاخ توپقاپی می‌برند، زنان دیگری ازجمله بهترین دوستش، ماریا (بعداً گل‌نهال) نیز حضور دارند.
وقتی الکساندرا به کاخ می‌رسد، یکی از خدمتکاران (نگار کالفا) به او می‌گوید که اگر او سوگلی سلطان شود و برای سلطان پسر به دنیا بیاورد، خودش سلطانه خواهد شد و بر دنیا حکمرانی خواهد کرد؛ بنابراین، هنگامی که سلیمان در حال عبور از کنار کنیزان است، تمامی کنیزان به نشانهٔ احترام در برابر او تعظیم کرده‌اند، اما الکساندرا چنین نمی‌کند و درعوض نام سلیمان را فریاد می‌کشد. سلطان که به او نگاه می‌کند، الکساندرا غش می‌کند و سلطان او را می‌گیرد. از همان زمان، الکساندرا مورد توجه سلطان قرار می‌گیرد و سلطان نام خرم را بر او می‌نهد. خرم که مسیحی بود، به اسلام می‌گرود.
ماه‌دوران (سوگلی دیگر سلطان، که از زمان شاهزادگی سلیمان از او صاحب پسری به نام شاهزاده مصطفی شده‌ بود) با خرم به‌سختی درگیر می‌شود و او را به‌ شدت کتک می‌زند زیرا بر این باور است که خرم موجب سقط جنین او شده‌است. وقتی سلیمان از این قضیه آگاه می‌شود، از ماه‌دوران دل‌آزرده می‌شود. در ادامه، خرم اولین پسرش، محمد را باردار می‌شود. وقتی خرم باردار است، سلیمان از او می‌خواهد که برای خوردن شیرینی به اتاقش بیاید؛ شیرینی‌هایی که توسط ماه‌دوران زهرآلود شده‌اند. با خوردن آن شیرینی‌ها، خرم از حال می‌رود اما سلیمان او را نجات می‌دهد. با روی دادن این ماجرا، نفرت سلیمان از ماه‌دوران فزونی می‌گیرد.
ویکتوریا (بعداً صدیقه)، که شوهرش در یکی از نبردها توسط سلیمان کشته شده‌است، به قسطنطنیه می‌رود تا انتقام شوهرش را بگیرد.
خرم، اولین و تنها دختر سلیمان، مهرماه را باردار می‌شود. پس از زاییدن مهرماه، جشنی در حرمسرا ترتیب می‌دهد، اما در این جشن با یکی از سوگلی‌های دیگر سلطان به نام عایشه خاتون درگیر می‌شود و او را تهدید به قتل می‌کند. عایشه، که از قصد و نیت صدیقه آگاه شده‌ بود، توسط صدیقه کشته می‌شود. از آنجا که خرم پیشتر عایشه را به قتل تهدید کرده‌بود، تمامی شواهد علیه خرم بود. در نتیجه سلیمان، خرم را به کاخ پیشین (کاخ کریمه) تبعید می‌کند.
در این اثنا، ابراهیم پاشا با خدیجه سلطان (خواهر سلطان) ازدواج می‌کند. ابراهیم به خرم می‌گوید که او می‌تواند به کاخ توپقاپی بازگردد به شرطی که دامن ماه‌دوران را ببوسد و تحت فرمان او قرار گیرد. خرم در ابتدا این پیشنهاد را رد می‌کند اما در نهایت تغییر عقیده می‌دهد.
لئو، نامزد پیشین خرم، از مکان سکونت خرم آگاه می‌شود و با پیشه کردن شغل نقاش کاخ، سعی می‌کند به خرم نزدیک شود. اما ابراهیم پاشا از رابطهٔ خرم سلطان با لئو آگاه می‌شود و به خرم می‌گوید که او (خرم) یا باید لئو را با شیرینی راحت‌الحلقوم زهرآلود شده از میان بردارد یا اینکه خودش (ابراهیم) سلطان را از ماجرا خبردار خواهد کرد.
سلیمان، خارج از قصر ابراهیم، در چادری نشسته‌است، انگور می‌خورد و از مشاهدهٔ مناظر طبیعی لذت می‌برد و صدیقه قرار است از او پذیرایی کند.صدیقه درحالی‌که سینی به دست دارد نزدیک سلطان می‌شود. روی سینی، یک لیوان آب قرار دارد اما زیر آن خنجری در دست صدیقه است. خرم درحالی‌که راحت‌الحلقوم زهرآگین را به لئو می‌خوراند، گریه می‌کند. سپس صدیقه با قرار دادن خنجری زیر گلوی سلیمان، او را به مرگ تهدید می‌کند.

### فصل دوم
پس از واقعه سو قصد صدیقه  نسبت به سلطان و مرگ لئو، خرم درصدد انتقام از ابراهیم پاشا برمی‌آید و مزدورانی را استخدام می‌کند تا ابراهیم را بکشند و دفتر مخصوص ابراهیم را به زهر آلوده می‌کند. فرزند خدیجه بعد‌ها با کمک خرم به‌سختی به‌دنیا می‌آید.
پرنسس ایزابلا به اسارت درآمده وارد قصر می‌شود. ابراهیم پاشا مجسمه‌هایی را که غنیمت گرفته به قصر می‌آورد. سپس بر اثر جادوی خرم بیمار می‌شود. نامزدِ پرنسس برای نجات او به قصر می‌آید اما موفق به نجاتش نمی‌شود. پرنسس قصر را آتش می‌زند. ابراهیم پاشا به سینیور گریتی به‌دروغ خبر مرگ پرنسس به‌دلیل آتش‌سوزی را می‌دهد. پرنسس به کاخ خدیجه وارد می‌شود، اما خدیجه از این امر ناراضی است و او را به قصر سلیمان می‌برند. خرم از سلیمان می‌خواهد که پرنسس را رها کند، اما ماهی‌دوران قصد دارد تا پرنسس به خلوت سلیمان برود تا خرم را از چشم سلیمان بیندازد. دفترچهٔ خاطرات لئو به دست ابراهیم می‌افتد و دفتر را نزد سلیمان می‌برد و از خرم می‌خواهد نوشته‌های لئو را برای سلطان بازگو کند. در همین حال، خبر خودکشی خدیجه می‌رسد و ابراهیم و سلیمان شتابان از قصر خارج می‌شوند و خرم دفتر را به باغ می‌اندازد. خدیجه پس از مرگ پسرش و خودکشی نافرجامش افسرده می‌شود و با ابراهیم قهر می‌کند و به دستور سلیمان به مسافرت می‌رود. در همین حال، نگار کالفا با ابراهیم رابطه پیدا می‌کند. خرم از دیدارهای سلیمان با پرنسس بسیار آزرده می‌شود و پرنسس را فراری می‌دهد، اما سمبل خان از این قضیه خبردار می‌شود و ابراهیم پرنسس را از کشتی به قصر بازمی‌گرداند. پرنسس عاشق سلیمان می‌شود و به خلوتش می‌رود. پرنسس هنگام اسب سواری با دسیسه خرم زخمی می‌شود. در همین حال، ابراهیم بار دیگر قصد کنار زدن خرم را دارد و تصمیم به قتل پرنسس می‌گیرد تا قتل را به گردن خرم بیندازد. در عین حال، خرم نیز با همکاری گل‌آغا و نگار کالفا قصد قتل پرنسس با ایجاد بیماری را دارند که پرستار ایزابلا غذای آلوده به سم را می‌خورد و می‌میرد.
در اقدامی دیگر خرم با همکاری گل آقا و نگار کالفا پرنسس را دزدیده و در دریا غرق می کنند.
ولی همه گمان میبرند که پرنسس فرار کرده است.
خرم از والده می‌خواهد تا برای موفقیت و سلامتی سلیمان در جنگ نذر کند. والده می‌گوید که از شیخ‌الاسلام اجازه بگیر. خرم نامه‌ای به شیخ می‌نویسد. شیخ‌الاسلام خرم را برده می‌داند و برده نمی‌تواند تا زمانی که آزاد شود نذری بدهد. دفتر خاطرات لئو به دست والده سلطان می‌افتد و از خرم بازخواست می‌کند. خرم قضایا را برای والده بازگو می‌کند. والده از هوش می‌رود. پس از به هوش آمدن والده، خرم دفتر را در مقابل چشمان والده سلطان در شومینه می‌سوزاند. سلیمان از جنگ بازمی‌گردد و خرم را آزاد می‌کند. نگار کالفا، که از عشق ابراهیم پاشا می‌سوزد، تصمیم به خودکشی می‌گیرد، اما ابراهیم به‌طور ناگهانی متوجه می‌شود و او را نجات می‌دهد. سلیمان خرم را به اتاقش فرامی‌خواند، اما خرم سر بازمی‌زند. سلیمان به اتاق خرم می‌رود. خرم به او می‌گوید باید با هم عقد کنیم. من آزاد شده‌ام و به تو نامحرمم! سلیمان شاکی می‌شود و دستور می‌دهد تا خرم را از قصر اخراج کنند. والده و ماه‌دوران و ابراهیم خشنود می‌شوند. خرم پس از نوشتن نامه‌ای به سلیمان از قصر خارج می‌شود. مهرماه، دختر خرم، از دوری برادران و پدرش بیمار می‌شود. خدیجه دوقلو باردار می‌شود. سلیمان شب به کاخ می‌رود و در آنجا در کنار مهرماه و خرم می‌گذراند. والده سلطان به تحریک ماه‌دوران و با همکاری ابراهیم پاشا نقشهٔ قتل خرم را می‌کشند. خرم شبانه برای ملاقات پسرانش به قصر بازمی‌گردد که در راه مورد یورش قرار می‌گیرد، و اما بالی بیگ که دایه خاتون او را از بازگشت خرم به قصر آگاه کرده، او را نجات می‌دهد. خرم که می‌داند ابراهیم در یورش به او دست داشته، در مراسم ختنه‌سوران مصطفی و محمد نقشهٔ قتل ابراهیم پاشا را ترتیب می‌دهد، اما وقتی به ملاقات خدیجه می‌رود دلش به حال او می‌سوزد و از قتل ابراهیم منصرف می‌شود. سلیمان در مراسم ختنه‌سوران پسرانش خرم را به عقد خود درمی‌آورد و این قضیه را به مادرش اطلاع می‌دهد که موجب خشم او شده و غش می‌کند. ابراهیم در جشن مورد اصابت تیری زهردار قرار می‌گیرد و به‌شدت بیمار می‌شود و برای شفا او را همراه با سمبل خان و نگار کالفا به چشمهٔ آب گرم می‌برند.
آی‌بیگه، برادرزادهٔ والده سلطان، به قصر وارد می‌شود. نگار، که عاشق ابراهیم پاشاست، به‌ناچار با نصوح خان (چماق‌دار) ازدواج می‌کند، اما ابراهیم از نصوح می‌خواهد تا نگار را طلاق بدهد، و در شب عروسی، ابراهیم پاشا با نگار هم‌بستر می‌شود. خدیجه سلطان یک پسر و یک دختر به‌دنیا می‌آورد. ماه‌دوران از سلیمان می‌خواهد که او را نیز همانند خرم آزاد کند، اما سلطان از این موضوع سر بازمی‌زند و ماه‌دوران به‌ناچار از سلطان می‌خواهد که به‌همراه پسرش قصر را ترک کند. سلطان، رفتنِ ماه‌دوران را قبول می‌کند، اما اجازهٔ رفتن پسرش را نمی‌دهد که سرانجام با درخواست مصطفی، سلطان سلیمان قبول می‌کند و آن‌ها به کاخ ادیرنه تبعید می‌شوند.
سال‌ها درگذرند. خرم پنجمین فرزندش به نام جهانگیر را به‌دنیا می‌آورد. شاهزاده مصطفی بزرگ شده و به‌همراه مادرش از ادیرنه بازمی‌گردند. سلطان سلیمان برای فتح شارلکن به جنگ می‌رود و مصطفی را نیز با خود می‌برد. والده سلطان که پیش از این به‌ظاهر و برای رضایت پسرش با خرم صلح کرده‌بود، بار دیگر به تحریک ماه‌دوران در نبودِ سلطان نقشه‌ای برای مرگ خرم سلطان می‌کشند و حرمسرا را به آشوب می‌کشانند. عده‌ای از کنیزان به قصد کشتن به‌زور وارد اتاق خرم شده و چهرهٔ خرم را با مشعل آتش می‌سوزانند. خرم بعد این اتفاق صورتش به‌شدت می‌سوزد. خرم، برای این‌که کودکانش صورت سوختهٔ او را نبینند، به قصر خدیجه سلطان می‌رود و نامه‌ای به سلیمان که در حال جنگ بود می‌فرستد.
بعد، ابراهیم اول نامه را می‌گیرد و پاره می‌کند تا ذهن سلیمان منحرف نشود. سلیمان با دیدن چهرهٔ خرم، که با ماسک پوشیده بود، بسیار تعجب کرد و دو طرف صورت سوختهٔ خرم را بوسید و گفت من تو را چه زیبا و چه زشت باشی دوست دارم. سپس به دستور خرم، افسون خاتون مصطفی را مسحور خود می‌کند. خرم وقتی به کاخ بازگشت فهمید ماهی‌دوران فاطیما را خدمتکار خود کرده و برای انتقام با مشعل صورت فاطیما خاتون را نیز می‌سوزاند.
یک شب که افسون در غذای شاهزاده سم ریخته‌بود، شاهزاده یک قاشق که خورد افسون جلویش را گرفت و فهمید عاشق شاهزاده است.
شاهزاده مصطفی مدت کمی در بستر بیماری می‌افتد.اما مصطفی نجات پیدا می کند و کمی بعد افسون متوجه میشود که باردار است و خیلی می ترسد که نکند خرم قصد جانش را کرده باشد مصطفی و ماهی دوران می خواهند افسون را از قصر خارج کنند تا در ادیرنه فرزندش را به دنیا آورد اما با دخالت خرم والده سلطان از این موضوع آگاه می شود و دستور می دهد تا فرزند افسون سقط شود . در هنگام سقط افسون خونریزی شدیدی پیدا می کند و تلاش های مصطفی هم نتیجه ای ندارد و افسون پس از گفتن حقیقت در آغوش مصطفی جان می دهد و مصطفی با قلبی آکنده از غم به نزد خرم می رود تا او را از دانستن حقیقت آگاه کند و....

### فصل سوم
در فصل سوم رابطهٔ پنهانی ابراهیم پاشا و نگار خاتون برای همگان افشا می‌شود. فیروزه خاتون، که نقش او را جانسو دره بازی می‌کند، وارد داستان می‌شود.
ابراهیم نیز مجبور می‌شود برای فرار از رسوایی رابطه اش با نگار به جنگ با ایرانیان برود. در این بین، شاهزاده مصطفی، که به مانیسا فرستاده شده، در آنجا عاشق دختر یک کشاورز می‌شود. فیروزه می‌خواهد محبوب شاه باشد و بعد از خرم از همه قوی‌تر باشد. 
فرزند نگار به دنیا می‌آید. نگار نزد خدیجه سلطان مخفیانه زندگی می‌کرد؛ خدیجه سلطان به وی می‌گوید که فرزندش مرده به دنیا آمده، اما نگار خاتون شک می‌کند (درحالی‌که واقعاً فرزندش زنده است). ابراهیم پاشا پس از برگشت از جنگ سعی در به‌دست آوردن دل خدیجه سلطان و درست کردن رابطهٔ خود می‌کند. در عین حال همسر محبوب شاهزاده مصطفی در قصر مانیسا باردار است. ابتدا خرم سلطان فیروزه را برای محمد در نظر می‌گیرد، اما بعد می‌فهمد که او با شاه رابطه داشته و نمی‌تواند عروسش باشد. نگار خاتون، با پافشاریِ خدیجه سلطان، با رستم پاشا که یکی از افراد خرم سلطان است ازدواج می‌کند. خرم سلطان به انتقام می‌اندیشد و افرادِ قصر سعی می‌کنند فیروزه خاتون را از آسیب خرم سلطان و انتقامش حفظ کنند. خرم سلطان در همین بین فرزند نگار خاتون را با دسیسه به‌دست می‌آورد و قصد معامله با ابراهیم پاشا را دارد.
او در این معامله فرزند ابراهیم را درعوضِ اینکه ابراهیم پاشا فیروزه خاتون را به بیرون قصر بیندازد معاوضه می‌کند، اما ابراهیم پس از اینکه فرزندش را می‌گیرد، فیروزه را که به بیرون انداخته‌بود برمی‌گرداند و خرم سلطان بسیار عصبانی قسم می‌خورَد که از ابراهیم پاشا انتقام بگیرد و جنگ میان آن دو آنقدر ادامه پیدا می‌کند که به مرگ ابراهیم پاشا منجر می‌شود. 
خرم سلطان از طریق ایاز پاشا ابراهیم پاشا را از چشم سلطان سلیمان می‌اندازد و سلیمان بعد از گفتگو با جناب کادی (جناب قاضی)، حکم قتل ابراهیم پاشا را در خواب می‌دهد و سپس ابراهیم پاشا، که به افطار از طرف سلطان سلیمان دعوت شده‌بود، هنگامی که قصد بازگشت داشت، سلیمان به او دستور داد تا در اتاقی در قصر بماند و چند لحظه بعد که سلیمان برای خواب می‌رفت، جلادان به اتاق ابراهیم پاشا می‌روند و او را می‌کشند و هنگامی که از اتاق خارج می‌شوند سمبل آقا آن‌ها را می‌بیند و به خرم سلطان خبر می‌دهد و جسد ابراهیم پاشا را برای آخرین بار به قصرش می‌برند. بعد از آن، خدیجه سلطان و شاه سلطان (خواهر دیگرِ سلطان سلیمان) متحد می‌شوند خرم سلطان را نابود کنند و دیوان را در دست بگیرند و از نفوذ خرم سلطان و رستم پاشا به دیوان جلوگیری کنند و لطفی پاشا (شوهر شاه سلطان) وارد دیوان می‌شود.
سلیمان به جنگ می رود و هنگامی که در جنگ است شاه سلطان دسیسه می کند و خبر دروغین به شدت زخمی شدن سلیمان را به خرم می دهد با این خیال که خرم فرزندانش را به تخت بنشاند و خبر می دهد که مصطفی در حال امدن به پایتخت است ولی خرم اعتنا نمی‌کند و به سلیمان خیانت نمی‌کند و در عوض برای محافظت از فرزندانش در مقابل شاهزاده مصطفی آنها را از قصر خارج میکند ولی بعد متوجه می شود که تمام این قصه دسیسه و دروغ شاه سلطان بوده است. 
در همین هنگام، مهرماه سلطان عاشق یحیی داشلی جادی، دست راست شاهزاده مصطفی است که ماهی‌دوران سلطان متوجه می‌شود و مانع ادامهٔ دیدار آن دو می‌شود.
مالکوچ‌اوغلو (بالی خان) به قصر می‌آید و همراه لطفی پاشا از رستم پاشا متنفر هستند و قصد نابودی او را دارند و مهرماه سلطان عاشق بالی خان می‌شود. بعدِ مدتی، مهرماه سلطان خبردار می‌شود که بالی خان با زن دیگری در رابطه است؛ در همین حین سکه های ابراهیم پاشا که تماماً باید تحویل خزانه میشدند توسط خدیجه سلطان در زیرزمین قصر پنهان شده بودند و شاه سلطان و لطفی پاشا هم در جریان بودند که رستم پاشا به سلیمان خبر داد و سلیمان بسیار عصبانی شد و اعتمادش به شاه سلطان هم کمتر شد. به‌همین‌دلیل خرم سلطان که می‌خواست وی را به رستم پاشا شوهر دهد اما مهرماه سلطان مخالفت می‌کرد، حالا جواب بله داد. 
شاه سلطان و خدیجه سلطان، که خیلی ناراحت بودند، مدام سعی داشتند که رستم را از مهرماه دور کنند، چون می‌دانستند که مهرماه سلطان و خرم سلطان قدرتی دست‌نیافتنی پیدا می‌کنند، مدام دست به دور نگهداشتن و اقدام به قتل رستم می‌زدند حتی به دستور ماهی دوران شایعه کردند که رستم پاشا مریضی جذام دارد و سلیمان خیلی ناراحت شد ولی خرم گفت باید حکیم مخصوص برود معاینه که وقتی معاینه کرد با دیدن شپش روی سر رستم مطمئین شد که جذام ندارد چون کسی که جذام دارد هرگز نمی‌تواند شپش داشته باشد. 
در راه آمدن رستم به پایتخت هم قصد جان رستم را کردند ولی رستم با دو کاروان در حال آمدن بود و در نهایت بسلامت به پایتخت رسید. 
سپس بعدِ مدتی مهری ماه سلطان به همسری رستم پاشا درآمد تا این‌که دختری به نام عایشه هماشا سلطان به دنیا آورد. پس از مدتی وقتی سلیمان در جنگ بود خریجه سلطان دسیسه کرد و خبر داد که شاهزاده سلیم در قونیه به‌شدت مریض است به همین دلیل خرم عزم سفر کرد ولی تماماً دسیسه خدیجه سلطان بود و خرم در جنگل ربوده شد. سلطان سلیمان از این موضوع خیلی ناراحت بود و از شاهزاده مصطفی و ماهی‌دوران و شاه سلطان و خدیجه سلطان و همهٔ افراد دربار بازجویی کرد. 
در نهایت مشخص شد که خدیجه سلطان در ربوده شدن خرم دست داشته است و وقتی سلیمان می فهد خدیجه خودکشی میکند و درآغوش سلیمان جان می دهد. لطفی پاشا بر سر جمع آوری زن های خراب دعوا می کند و او را کتک میزند که سلیمان از راه میرسید و دستور قتل لطفی پاشا که وزیر اعظمش بود را می دهد که با پادرمیانی دخترش تبعید را جایگزین قتل میکنند. 
در نبود خرم سلطان مهریماه حرم را اداره میکند و وقتی پدرش در جنگ است به شاه سلطان دستور می دهد که از قصر برای همیشه برود و سکه های ذخیره اش را به خیریه خرم سلطان هدیه بدهد.
در همین حین ماهی‌دوران برای این‌که پسرش را فردا به آماسیه (آماسیا) می‌فرستند و مهمت را به مانیسا، سربازی را می‌فرستد تا شاهزاده مهمت را دچار بیماریِ گال کند و بمیرد. متأسفانه شاهزاده مهمت درگذشت. بالی خان رفت تا خرم سلطان را پیش سلطان سلیمان بیاورد. آخرین قسمت فصل سوم پیدا شدن خرم سلطان هست.

### فصل چهارم
سلطان سلیمان قانونی شاهزاده‌ها را احضار کرده و می‌خواهد یکی از شاهزاده‌ها را به جانشینی خودش برگزیند و خرم سلطان هم می‌خواهد کاری کند که سلطان سلیمان یکی از پسران مشترک خودش و خرم را به جانشینی بگذارد.
شاهزاده جهانگیر و شاهزاده سلیم و شاهزاده بایزید و بعد هم شاهزاده مصطفی به حضور سلطان سلیمان می‌آیند. در مراسم سوگند خوردنِ شاهزاده جهانگیر به‌مناسبت سن بلوغ، شاهزاده‌ها جمع شدند، اما شاهزاده جهانگیر قسمتی از متن سوگندش را فراموش کرد و سلطان سلیمان به او یاری رساند.
به دستور خرم، سنبل آغا کنیزهایی را برای شاهزاده سلیم می‌آورد؛ سپس کنیزها را بررسی می‌کند و خرم سلطان وارد می‌شود و ناگهان خاتونی در حال التماس کردن جلوی خرم ظاهر می‌شود و خرم نامش را می‌پرسد. خاتون می‌گوید سیسیلیا هستم، و بعد خرم کنار می‌کشد و می‌رود. سنبل کنیزها را به پیش طبیب می‌برد تا از سلامتی کامل آن‌ها باخبر شود و بعد به حمام و بعد به حرمسرا می‌فرستد. خرم سلطان نزد سلطان سلیمان می‌رود تا سعی کند از تصمیم سلیمان در مورد مقام ولیعهدی باخبر شود و سعی کند شاهزاده سلیم را جانشین کند، اما سلیمان به او می‌گوید جواب در یک جعبه است، و سپس سلطان سلیمان با حضور رستم پاشا و همهٔ شاهزاده‌ها، شاهزاده سلیم را ولیعهد می‌کند. 
مهرماه و رستم پاشا از این تصمیم سلطان ناراحت هستند، چراکه قصد دارند بایزید را بر تخت بنشانند. از طرفی خرم نیز از این ماجرا به‌شدت خرسند است. پس از این ماجرا، بایزید به‌شدت ناراحت می‌شود و با خشم و عصبانیت نزد مادرش می‌رود و از او دلیل این تصمیم سلطان را جویا می‌شود و مادرش به‌جای او از سلیم حمایت می‌کند؛ درحالی‌که هیچ‌کس انتظارش را نداشت. خاتونی که نامش سیسیلیا بود دوباره با هزاران التماس و فروتنی به اتاق خرم سلطان رفت و خرم سلطان بعد از اینکه نام او را نوربانو گذاشت او را به حرمسرای سلیم برد تا بلکه اخلاق سلیم و عیش‌ونوش پسرش را درست کند. 
فاطمه سلطان، خواهر سلطان سلیمان، همراه با حوری جهان، فرزند ابراهیم پاشا و خدیجه سلطان، به قصر می‌آید. خرم، که از آمدن آن‌ها زیاد خرسند نبود، سعی داشت دلیل آمدن آن‌ها را جویا شود و نزد سلطان سلیمان رفت تا دلیلی برای آمدن آن‌ها پیدا کند تا این‌که فهمید فاطمه سلطان از همسرش جدا شده، و نیز به‌دنبال دلیلی برای جدایی از همسرش پیدا کند. 
فاطمه سلطان نام والریا، خدمت‌کار نوربانو را نازنین خاتون گذاشت… درست موقعی که همه چیز خوب بود، نازنین، با دسیسه‌های فاطمه سلطان به اتاق سلطان سلیمان رفت و بعد از مدتی از او حامله شد و دختری برای سلطان سلیمان آورد و نامش را راضیه گذاشت. 
ناخدا پاشا بر اثر بیماری درگذشت. نازنین به‌همراه سلطان سلیمان به مانیسا رفت. نوربانو به‌دستور خرم نازنین را کشت. وزیر اعظم، رستم پاشا، خلعتی را که سلطان سلیمان برای مصطفی فرستاد زهرآلود کرد. خلعت به دست مصطفی رسید. ماهی‌دوران فهمید و نگذاشت مصطفی لباس را بپوشد. مصطفی، که فکر می‌کرد کار سلیمان بوده، با ارتش آماسیه (آماسیا) راهی پایتخت شد. سلیمان به فرمانده ارتش دستور داد با پنجاه‌هزار سرباز راهی جنگ با مصطفی شود، اما او با مصطفی متحد شد و به پایتخت رسیدند. رستم پاشا به مذاکره با مصطفی رفت. مصطفی به ملاقات سلطان سلیمان رفت و قضیهٔ لباس را گفت؛ سلطان سلیمان هم گفت که کار من نبوده.
رستم توسط اَلقاص میرزا، برادر شاه تهماسب صفوی، که به عثمانی پناه برده‌بود، قضیهٔ لباس را به تهماسب تهمت زد. سلیمان ازدواج پنهانیِ مصطفی با دختر ناخدا پاشا را فهمید و مصطفی را دوباره از جانشینی خود و حتی شرکت در جنگ محروم کرد. جنگ ناتمام ماند و سلیمان به‌علت بیماری به پایتخت برگشت. سربازان، رستم پاشا را تهدید کردند که اگر سلیمان بمیرد و یکی از فرزندان خرم را به سلطنت برساند قصر را ویران می‌کنند. سلطان سلیمان خوب می‌شود و فرمانده سربازان را می‌کشد. 
برادر رستم پاشا پیدا می‌شود و رستم او را به‌عنوان ناخدا منصوب می‌کند و سوکولو محمد پاشا (صوقللی) به‌عنوان مشاور و امیر امیرانِ سلیمان منصوب می‌شود. او حامی سلیم بود. مجموعۀ تلویزیونی به سال ۱۵۵۳ میلادی می‌رود. مهرماه مُهر مصطفی را می‌دزدد و رستم با آن نامه‌ای از زبان مصطفی، که مثلاً می‌خواهد خیانت کند، به شاه ایران می‌فرستد.
نامهٔ جواب به دست سلیمان می‌رسد. سلیمان، که به جنگ ایران رفته، مصطفی را می‌خواهد. مصطفی به چادر سلیمان می‌رود و توسط جلادان کشته می‌شود. سربازان می‌خواهند رستم پاشا را بکشند و سلیمان او را عزل می‌کند و احمد پاشا را وزیر اعظم می‌کند. سربازان برادر رستم را می‌کشند. صلح بین ایران و عثمانی بسته شد.
جهانگیر در غم مرگ برادرش، مصطفی، درگذشت. همسر مصطفی خودش را می‌کشد و مهمت، پسر مصطفی، به‌دستور سلیمان کشته می‌شود و سلیمان به پایتخت برمی‌گردد. شخصی خود را به‌دروغ مصطفی می‌خوانَد و بایزید مأمور دفع شورش می‌شود. احمد پاشا و سلیم، بایزید را متهم به خیانت کردند و سلیمان از او عصبانی شد، اما رستم پاشا مدرکی علیه احمد پاشا پیدا کرد و سلطان سلیمان را در جریان گذاشت. سلیمان احمد را اعدام کرد و رستم را وزیر اعظم کرد.
مردم قصد کشتن خرم را داشتند که سلیمان نگذاشت؛ خرم از دنیا رفت و سلیمان دیوانه شد.
نوربانو سوگلی سلیم، قصد مسموم کردن بایزید را داشت که ناموفق بود و جنگ بین این دو آغاز شد.  سلیمان بایزید و سلیم را تبعید کرد. بایزید عصبانی شد و شورش کرد اما سلیم فرمان را پذیرفت.بایزید با تبعید موافقت کرد اما همچنان به ایجاد ارتش برای خود ادامه داد. بایزید به قونیه محل حکومت سلیم لشکرکشید سلیمان از  سلیم حمایت کرد و با چهل‌هزار نفر به جنگ بایزید فرستاد. بایزید شکست خورد و به ایران پناه برد. رستم پاشا برای دیدن او رفت و در این حین، آتماجا، یکی از سربازانِ طرفدار مصطفی و بایزید، او را کشت. سلیمان، علی پاشا را وزیر اعظم کرد. شاه ایران، تهماسب، با دریافت سکه‌های بی‌شمار، بایزید را به سلیم تسلیم کرد و سلیم او و چهار پسرش را کشت.
در سال ۱۵۶۴ علی پاشا عزل شد و سوکولو محمد پاشا وزیر اعظم شد. دو سال بعد سلیمان درگذشت و سلیم به پادشاهی رسید.

## برنامه پخش
| فصل | فصل | وقت            | قسمت اول        | قسمت آخر     | شمار قسمت‌ها | دوره    | سال‌های پخش | کانال              |
| --- | --- | -------------- | --------------- | ------------ | ----------- | ------- | ---------- | ------------------ |
|     | ۱   | چهارشنبه ۲۰:۰۰ | ۵ ژانویه ۲۰۱۱   | ۲۲ ژوئن ۲۰۱۱ | ۲۴          | ۱–۲۴    | ۲۰۱۱       | شو تی‌وی            |
|     | ۲   | چهارشنبه ۲۰:۰۰ | ۱۴ سپتامبر ۲۰۱۱ | ۶ ژوئن ۲۰۱۲  | ۳۹          | ۲۵–۶۳   | ۲۰۱۱–۲۰۱۲  | شو تی‌وی استار تی‌وی |
|     | ۳   | چهارشنبه ۲۰:۰۰ | ۱۲ سپتامبر ۲۰۱۲ | ۱۹ ژوئن ۲۰۱۳ | ۴۰          | ۶۴–۱۰۳  | ۲۰۱۲–۲۰۱۳  | استار تی‌وی         |
|     | ۴   | چهارشنبه ۲۰:۰۰ | ۱۸ سپتامبر ۲۰۱۳ | ۱۱ ژوئن ۲۰۱۴ | ۳۶          | ۱۰۴–۱۳۹ | ۲۰۱۳–۲۰۱۴  | استار تی‌وی         |

## بازیگران و شخصیت‌ها

### خاندان امپراتوری
| نام بازیگر          | نقش                  | توضیح                                                                           | فصل‌ها |
| ------------------- | -------------------- | ------------------------------------------------------------------------------- | ----- |
| خالد ارگنچ          | سلیمان یکم           | دهمین سلطان امپراتوری عثمانی و پسر سلیم یکم                                     | ۴–۱   |
| مریم اوزرلی         | خرم سلطان            | خاصگی سلطان و همسر قانونی سلطان سلیمان، مادر پنج فرزند کوچک‌تر سلطان             | ۳–۱   |
| وحیده پرچین         | خرم سلطان            | خاصگی سلطان و همسر قانونی سلطان سلیمان، مادر پنج فرزند کوچک‌تر سلطان             | ۴     |
| نباهت چهره          | حفصه سلطان           | والده سلطان سلیمان، همسر سلطان سلیم و رئیس حرم‌سرای امپراتوری عثمانی             | ۲–۱   |
| نور فتاح‌اوغلو       | ماه‌دوران سلطان       | سوگلی اول سلطان، مادر شاهزاده مصطفی (اولین فرزند سلطان)                         | ۴–۱   |
| اوکان یالابیک       | ابراهیم پاشا پارگایی | وزیر اعظم امپراتوری عثمانی، بهترین دوست سلطان سلیمان و همسر خدیجه سلطان         | ۳–۱   |
| اوکان یالابیک       | ابراهیم پاشا پارگایی | وزیر اعظم امپراتوری عثمانی، بهترین دوست سلطان سلیمان و همسر خدیجه سلطان         | ۴     |
| سلما ارگچ           | خدیجه سلطان          | خواهر سلطان سلیمان، دختر سلطان سلیم یکم، همسر ابراهیم پاشا و مادر فرزندان او    | ۳–۱   |
| محمد گونسور         | شاهزاده مصطفی        | فرزند ارشد سلطان سلیمان و تنها فرزند ماه‌دوران سلطان، اولین وارث تاج و تخت       | ۴–۱   |
| بیراک توزوناتاچ     | میهرونیسا سلطان      | همسر قانونی شاهزاده مصطفی، مادر پسرش شاهزاده محمد و دختر بارباروس خیرالدین پاشا | ۴     |
| پلین کاراهان        | مهرماه سلطان         | تنها دختر و فرزند دوم سلطان سلیمان و خرم سلطان، همسر رستم پاشا                  | ۴–۱   |
| گوربی ایلری         | شاهزاده محمد         | فرزند دوم سلیمان و فرزند یکم خرم                                                |       |
| اوزان گوئن          | رستم پاشا            | همسر مهرماه و وزیر اعظم امپراتوری عثمانی                                        |       |
| انگین اوزترک        | شاهزاده سلیم         | فرزند سوم سلیمان و خرم و جانشین سلطان سلیمان یکم                                |       |
| آراس بولوت اینملی   | شاهزاده بایزید       | فرزند چهارم سلیمان و خرم                                                        |       |
| تولگا ساریتاش       | شاهزاده جهانگیر      | فرزند پنجم سلیمان وخرم                                                          |       |
| سلیم بیرقدار        | سنبل خان             | رئیس خواجگان حرمسرا                                                             |       |
| فیلیز احمد          | نگار خاتون           | معشوقه ابراهیم پاشا ، خدمتکار و کارآموز حرمسرا                                  |       |
| جانسو دره           | فیروزه خاتون         | معشوقهٔ سلیمان                                                                   |       |
| سلن اوزتورک         | گلفام خاتون          | یکی از سوگلی های سلطان سلیمان                                                   |       |
| سما کچیک            | دایه خاتون           | پیشخدمت والده سلطان ، خزانه دار حرمسرا                                          |       |
| بورجو اوزبرک        | حوری جهان سلطان      | دختر خدیجه سلطان و ابراهیم پاشا،معشوقه شاهزاده بایزید                           |       |
| ملتم کومبول         | فاطمه سلطان          | خواهر سلطان سلیمان                                                              |       |
| مروه بولگور         | نوربانو سلطان        | همسر شاهزاده سلیم                                                               |       |
| دنیز چاکر           | شاه سلطان            | خواهر سلطان سلیمان                                                              |       |
| سابینا آیرولا توزیا | عفیفه خاتون          | خزانه دار حرمسرا                                                                |       |
| مهمت گوزبور         | لطفی پاشا            | همسر شاه سلطان ، وزیر اعظم امپراتوری عثمانی                                     |       |
| آلپ اویکن           | کلمنت هفتم           | پاپ کلیسای کاتولیک                                                              |       |
| نهان بویوک‌آغاچ      | گل‌شاه                | پیشخدمت ماه‌دوران، پیشخدمت خرم                                                   |       |
| فاتح آل             | ماتراکچی نصوح        | ریاضی‌دان، مورخ، جغرافی‌دان، چهره‌نگار مینیاتور، و مخترع                           |       |
| بوراک اوزچیویت      | مالکوچ‌اوغلو بالی خان | فرمانده ارتش امپراتوری عثمانی                                                   |       |
| ازگی ایوب‌اوغلو      | آی‌بیگه خاتون         | برادرزادهٔ والده سلطان، شاهدخت کریمه، معشوقهٔ بالی خان                            |       |
| تونجل کورتیز        | ابوسعود افندی        | شیخ‌الاسلام در دورهٔ سلطان سلیمان                                                 |       |
| یوکسل اونال         | شکر آقا              | سرآشپز کاخ                                                                      |       |
| انگین گونایدین      | گل آقا               | خواجهٔ حرمسرا و مورد اعتماد خرم                                                  |       |
| ایپک یالووا         | ایزابلا فورتونا      | شاهدخت کاستیا، یکی از معشوقگان سلیمان                                           |       |
| گوکان آلکان         | شاه تهماسب یکم       | دومین پادشاه سلسله صفویه                                                        |       |

## جنجال‌ها
پخش مجموعۀ تلویزیونی حریم سلطان، انتقادات و اعتراضاتی را در کشور ترکیه برانگیخت. برخی از بینندگان به آنچه ارائهٔ تصویری «نامحترمانه»، «شرم‌آور»، و «خوش‌گذران» از شخصیت تاریخی سلطان سلیمان می‌خواندند واکنش نشان دادند. شورای عالی رادیو و تلویزیون ترکیه ادعا کرد که بیش از ۷۰٬۰۰۰ شکایت دربارهٔ این مجموعۀ تلویزیونی دریافت کرده‌است و به شو تی‌وی اخطار داد تا به خاطر نمایش نادرست «حریم خصوصی یک شخصیت تاریخی» به صورت عمومی عذرخواهی کند. رجب طیب اردوغان، نخست‌وزیر ترکیه، نمایش این مجموعۀ تلویزیونی را به دلیل «بد جلوه دادن تاریخ ترکیه به نسل جوان» کشور محکوم کرد. گروه‌های کوچک اسلام‌گرا و ملی‌گرا به نشانهٔ اعتراض مقابل استودیوی شو تی‌وی تجمع کردند اما مجموعۀ تلویزیونی همچنان مخاطبان و علاقه‌مندان فراوانی دارد.
برخی از نمایندگان مجلس ترکیه و همچنین رجب طیب اردوغان نخست وزیر این کشور خواهان توقف پخش این مجموعۀ تلویزیونی شدند و لایحه‌ای به مجلس ترکیه دربارهٔ توقف ساخت ادامه مجموعۀ تلویزیونی ارائه کردند. در همین حال ارطغرل گونای وزیر فرهنگ ترکیه در اظهاراتی دربارهٔ مجموعۀ تلویزیونی بحث‌برانگیز «حریم سلطان» گفت که دولت هیچ قصدی مبنی بر توقف پخش این مجموعۀ تلویزیونی ندارد، ولی عوامل و سازندگان این مجموعۀ تلویزیونی باید دقت بیشتری بر ساخت آن داشته‌باشند تا با حقایق تاریخی در تضاد نباشد. پیش از این، نخست‌وزیر ترکیه در رابطه با این مجموعۀ تلویزیونی گفته‌بود: «ما هرگز چنین پدرانی نداشته‌ایم و سرزمین ما هم هرگز چنین سلطانی نداشته‌است.»

### جدایی مریم اوزرلی از مجموعۀ تلویزیونی
پس از پایان قسمت صدم از سری سوم، مریم اوزرلی بازیگر نقش خرم سلطان به‌طور ناگهانی به دلیل بیماری روحی این مجموعۀ تلویزیونی را رها کرد و به آلمان رفت. بدین ترتیب سه قسمت آخر از فصل سوم بدون حضور این هنرپیشه ساخته شد. به نقل از پزشک معالج مریم اوزرلی، او ۵ روز در هفته را برای نقش آفرینی در این مجموعۀ تلویزیونی، یک روز از تعطیلاتش را برای فیلم‌های تبلیغاتی و مصاحبه‌ها و یک روز دیگرش را نیز برای حفظ کردن سناریو و نقشش در مجموعۀ تلویزیونی صرف می‌کرد و به همین سبب دچار خستگی مفرط شده بود. پس از ترک مریم اوزرلی سناریست‌های این مجموعۀ تلویزیونی تصمیم گرفتند که در فصل چهارم نقش خرم سلطان را به وحیده پرچین واگذار کنند.

### شباهت مجموعۀ تلویزیونیجیرانبهحریم سلطان
شباهت مجموعۀ تلویزیونی جیران به مجموعۀ تلویزیونی ترکیه‌ای معروف انکار ناپذیر است؛ گویی سازندگان آن با تاخیر چندساله نسخهٔ ایرانی حریم سلطان را ساخته‌اند.

## محبوبیت بین‌المللی
این مجموعۀ تلویزیونی از شبکه‌های فارسی‌زبانِ جم تی‌وی پخش شد، ولی پس از مدتی خبر بازداشت دوبلورهای آن منتشر شد.
در یونان، این مجموعۀ تلویزیونی بینندگان و طرفداران فراوانی را برای خود دست‌وپا کرد و به‌قدری میان مردم محبوبیت یافت که ملی‌گرایان یونانی، همچون حزب نئونازی طلوع زرین و اسقف آنتیموس اهل تسالونیکی پخش مجموعۀ تلویزیونی را محکوم کردند و از یونانیان خواستند که از تماشای این مجموعۀ تلویزیونی دست بردارند. اسقف آنتیموس گفت: «هیچ‌کس نباید حریم سلطان را تماشا کند». او افزود: «با تماشای مجموعۀ تلویزیونی‌های ترکی به آن‌ها این پیام را رسانده‌ایم که تسلیمشان شده‌ایم».
پخش حریم سلطان در کشورهای حوزهٔ بالکان با استقبال فراوانی روبه‌رو شد. بر پایهٔ مطالعات بازارسنجی مؤسسهٔ تحقیقات رسانه‌ایِ نیلسن، مجموعۀ تلویزیونی حریم سلطان پربیننده‌ترین مجموعۀ تلویزیونی تلویزیونی در بوسنی و هرزگوین در سال ۲۰۱۳ میلادی و چهارمین مجموعۀ تلویزیونی پربیننده در صربستان است. پخش این مجموعۀ تلویزیونی بخشی از فرایند در حال ادامهٔ احیای فرهنگ ترکی در حوزهٔ بالکان از طریق پخش مجموعۀ تلویزیونی‌های تلویزیونیِ وارداتی از ترکیه است؛ فرآیندی که با پخش مجموعۀ تلویزیونی‌های روزی روزگاری (پربیننده‌ترین مجموعۀ تلویزیونی در مقدونیه) و گناه فاطما گل چه بود؟ (پربیننده‌ترین مجموعۀ تلویزیونی در کوزوو در سال ۲۰۱۲) آغاز شده‌بود. راتکو بوزوویچ، جامعه‌شناس صرب، علت محبوبیت مجموعۀ تلویزیونی‌های ترکی در بالکان را وجود ارزش‌ها، مضامین سنتی، مردسالارانه و شباهت‌های بی‌شمار زبانی و فرهنگی بین ترکیه و کشورهای حوزهٔ بالکان می‌داند: «ذهنیتی که در این مجموعۀ تلویزیونی‌ها به تصویر کشیده می‌شود تا حدودی مرتبط است با درک سنتی مردم صربستان از اخلاق و اخلاقیات». به‌عقیدهٔ بوزوویچ، تمامی کشورهای حوزهٔ بالکان در نحوهٔ زندگی خانوادگی متحمل تغییراتی بنیادین شده‌اند و مجموعۀ تلویزیونی‌های ترکی به آنان کمک می‌کنند تا هویت و ارزش‌هایی را بازیابند که اکنون ازدست‌رفته به نظر می‌رسند.

## پخش بین‌المللی
مجموعۀ تلویزیونی حریم سلطان نه‌تنها در ترکیه، بلکه در بیش از سی کشور در جنوب‌شرقی اروپا، آسیای میانه و خاورمیانه از چندین شبکهٔ تلویزیونی پخش می‌شود. وزارت فرهنگ ترکیه، این مجموعۀ تلویزیونی را از موفق‌ترین و پرهزینه‌ترین مجموعه‌های تلویزیونیِ ساخته‌شدهٔ این کشور می‌داند. برآورد می‌شود که این مجموعۀ تلویزیونی در سراسر جهان بیش از ۱۵۰میلیون بینندهٔ ثابت داشته‌باشد.
| کشور              | شبکه                    | زمان شروع پخش   |
| ----------------- | ----------------------- | --------------- |
| افغانستان         | تلویزیون یک             | ۲۰۱۱            |
| آلبانی            | Albanian Screen         | دسامبر ۲۰۱۱     |
| جمهوری آذربایجان  | شبکه تلویزیونی لیدر     | دسامبر ۲۰۱۱     |
| بوسنی و هرزگوین   | Televizija OBN          | ۲۷ اوت ۲۰۱۲     |
| بلغارستان         | TV۷                     | ۱۲ سپتامبر ۲۰۱۲ |
| کرواسی            | RTL Televizija          | ۲۷ اوت ۲۰۱۲     |
| جمهوری چک         | TV Barrandov            | ۲۲ دسامبر ۲۰۱۱  |
| فرانسه            | فرانسه ۲                | ۱۲ سپتامبر ۲۰۱۲ |
| یونان             | ANT۱                    | ۳ سپتامبر ۲۰۱۲  |
| قزاقستان          | Khabar                  | ۲۰ مارس ۲۰۱۲    |
| کوزوو             | RTV۲۱                   | ژانویهٔ ۲۰۱۲     |
| لبنان             | LBCI                    | ۲۰۱۲            |
| مقدونیه شمالی     | Kanal ۵                 | ۱۷ دسامبر ۲۰۱۱  |
| خاورمیانه         | او اس ان                | نوامبر ۲۰۱۱     |
| مونته‌نگرو         | Prva Srpska Televizija  | ۱۸ ژوئن ۲۰۱۲    |
| مراکش             | Medi1 TV                | ژانویهٔ ۲۰۱۲     |
| قبرس شمالی        | استار تی‌وی (ابهام‌زدایی) | ۵ ژانویهٔ ۲۰۱۱   |
| رومانی            | Kanal D Romania         | ۱۰ سپتامبر ۲۰۱۲ |
| روسیه             | Domashny                | ۱۴ ژانویهٔ ۲۰۱۲  |
| صربستان           | Prva Srpska Televizija  | ۱۴ فوریهٔ ۲۰۱۲   |
| اسلواکی           | TV Doma                 | ۲۰ دسامبر ۲۰۱۱  |
| ترکیه             | استار تی‌وی ترکیه        | ۵ ژانویهٔ ۲۰۱۱   |
| امارات متحده عربی | دبی تی‌وی                | ۲۰۱۲            |
| اوکراین           | ۱+۱                     | ۲۰۱۲            |
| مصر               | الحیات تی‌وی             | ۲۰۱۲            |
| عراق              | Albaghdadia۲            | ۲۰۱۳            |
| مجارستان          | RTL Klub                | ۲۰۱۳            |